# Cari fottutissimi amici
Cari fottutissimi amici é um filme de comédia produzido na Itália, dirigido por Mario Monicelli e lançado em 1994.